# المنزل الجديد (يريم)

تعديل مصدري - تعديل

المنزل الجديد هي إحدى قرى عزلة بني منبة بمديرية يريم التابعة لمحافظة إب، بلغ تعداد سكانها 744 نسمة حسب تعداد اليمن لعام 2004.